# Roslin
Roslin és un poble situat al Midlothian, Escòcia, al sud de la capital escocesa d'Edimburg. Està situat aproximadament a 12 milles (20 quilòmetres) de l'aeroport d'Edimburg.
L'any 1303 es va produir a les seves terres la batalla de Rosslyn, part de la Primera Guerra d'Independència Escocesa.
A l'Institut Roslin va ser clonada l'Ovella Dolly, primer mamífer de gran grandària a qui es va aplicar aquesta tècnica amb èxit.

## Patrimoni cultural
- Capella Rosslyn: La capella esculpida i elaborada ha estat associada des de fa temps amb els cavallers templers i la llegenda del Sant Greal.,[2] La seva presència al 'best-seller'  El codi Da Vinci , La popularitat del llibre i l'ús de la capella com a ubicació en la posterior pel·lícula van augmentar molt el nombre de visitants del poble.[3]
- Castell de Roslin: propietat de la família del comte de Rosslyn des del segle xiv, es troba en ruïnes parcials.[4] Les parts habitables es lloguen com a allotjament de vacances.[5]